# Zdzisław Konieczny
Zdzisław Konieczny (ur. 1930, zm. 25 listopada 2016) – doktor nauk historycznych, badacz stosunków polsko-ukraińskich w II Rzeczypospolitej. 
Od 1 sierpnia 1976 do 1996 sprawował stanowisko dyrektora Archiwum Państwowego w Przemyślu. Członek Polskiego Towarzystwa Historycznego oddział w Przemyślu oraz Towarzystwa Przyjaciół Przemyśla i Regionu. Był współpracownikiem naukowym Oddziału IPN w Rzeszowie.
W 1989 wyróżniony wpisem do „Księgi zasłużonych dla województwa przemyskiego”.
Był uczestnikiem konferencji „Akcja Wisła – Przyczyny, Przebieg, Konsekwencje” zorganizowanej w Przemyślu w 2007. Był przekonany, że liczba Ukraińców zabitych w Pawłokomie była grubo zawyżona oraz że „zawyżanie liczby ofiar mogło mieć na celu zmniejszenie poczucia winy Ukraińców za masowe ludobójstwo dokonane na Kresach”. W oparciu o dokumenty archiwalne przedstawił inny niż ukraiński przebieg wydarzeń w Pawłokomie, podliczył i ustalił liczbę pomordowanych na 150 osób.

## Wybrane publikacje
- Zdzisław Konieczny, An Outline of History of Przemyśl Archive and its Resources (1874-1987), Przemyśl 1988
- Zdzisław Konieczny Documents About Polish-Ukrainian Relationship in Resources of the State Archive in Przemyśl
- Zdzisław Konieczny, Office Apartments and Buildings of Przemyśl Archive, Przemyśl 1996
- Zdzisław Konieczny. The Diploma of Imperator Joseph II from 1789 Restoring the Local Power to Przemyśl, Przemyśl 1990
- Zdzisław Konieczny. Ukrainian Organisations in the Light of Report of the Starosts from 1939
- Zdzisław Konieczny. Konieczny, Resources for the History of the Peasant Movement in the State Archive in Przemyśl
- Konieczny Zdzisław. „Był taki czas. U źródeł akcji odwetowej w Pawłokomie”. Przemyśl 2000. wyd. Archiwum Państwowego w Przemyślu
- Zdzisław Konieczny. Kazimierz Karol Arłamowski, Przemyśl 1982
- Zdzisław Konieczny. Influence of October Revolution over an Increase of Revolutionary Movements in Przemyśl (Lecture), Przemyśl 1977
- Zdzisław Konieczny. Tadeusz Troskolański, Przemyśl 1981
- Zdzisław Konieczny. „Walki polsko-ukraińskie w Przemyślu i okolicy listopad-grudzień 1918” - Przemyśl 1993
- Zdzisław Konieczny. „Rozwój i działalność PPR na terenie miasta i powiatu przemyskiego w latach 1944-1948” - (w:) Przemyskie Zapiski Historyczne z 1974
- Zdzisław Konieczny. Źródła do dziejów ziem województwa tarnobrzeskiego w zasobie Archiwum Państwowego w Przemyślu
- Zdzisław Konieczny. Sprawozdanie Archiwum Państwowego w Przemyślu za lata 1993–1995; Recenzje i omówienia
- Zdzisław Konieczny. Żydzi w świetle sprawozdań starostów z lat 1938–1939: [źródła]
- Zdzisław Konieczny. Zmiany demograficzne w południowo-wschodniej Polsce w latach 1939 – 1950, Przemyśl 2002
- Zdzisław Konieczny. Przywilej lokacyjny miasta Przeworska z 1393 roku, Przemyśl 1992
- Zdzisław Konieczny. Akta dotyczące stosunków polsko-ukraińskich w zasobie Archiwum Państwowego w Przemyślu;
- Zdzisław Konieczny. Okupacyjny spis ludności z 1 marca 1943 roku w 11 powiatach południowo-wschodnich dystryktów lubelskiego i krakowskiego Generalnego Gubernatorstwa
- Zdzisław Konieczny. Materiały źródłowe do dziejów ruchu ludowego w zasobie Archiwum Państwowego w Przemyślu;
- Zdzisław Konieczny. Gimnazjum i Liceum w Przeworsku w latach 1911-1991. Zarys dziejów, Przeworsk 1992
- Zdzisław Konieczny. Walki polsko-ukraińskie w Przemyślu i okolicy - listopad, grudzień 1918 r.,